# Neolophonotus arboreus
Neolophonotus arboreus là một loài ruồi trong họ Asilidae. Neolophonotus arboreus được Londt miêu tả năm 1988. Loài này phân bố ở vùng nhiệt đới châu Phi.